# 쇼시 내친왕 (고다이고 천황의 황녀)
쇼시/사치코 내친왕(일본어: 祥子内親王 しょうし/さちこないしんのう[*])은 가마쿠라 시대 후기부터 무로마치 시대 초기 (난보쿠초 시대)에 걸쳐 살은 황족이자 가인이다. 고다이고 천황의 황녀이고, 어머니는 아노 렌시 (신타이켄몬인)이다. 고무라카미 천황의 동복남매로, 아마도 누나일 것이다. 이세 신궁 재궁이다. 일본 역사상 최후의 재궁이다.
칙찬가인이기도 하며, 『신센자이와카슈(新千載和歌集)』에 1수가 들어가 있는 것 외에, 준칙찬와카집 『신요와카슈(新葉和歌集)』에 16수가 입집해있다.

## 같이 보기
- 쇼시 내친왕 - 백모. 선선대 이세 신궁 재궁
- 칸시 내친왕 - 이복 언니. 선대 이세 신궁 재궁